# Brynhildegade
Brynhildegade er en lille gade i Haraldsgadekvarteret på Ydre Nørrebro i København. Den er en sidegade til Tagensvej, og ligger i omtrent forlængelse af Heimdalsgade.
Gaden er navngivet efter Brynhilde, der er den lidenskabelige hovedperson i den gamle Vólsunge- og Nibelungendigtning, som satte sig stærke spor i nordiske sagn. Karl Gjellerup (Nobelpristager) lod sig også inspirere af hende i 1884 til tragedien "Brynhild".
På Brynhildegade er der udelukkende beboelse, heriblandt en karre ud mod Tagensvej der er tildelt høj bevaringsværdi. Brynhildegade ender blindt ud mod Aldersrogade nr. 41-43. Der er en lille tiloversbleven plads mellem de røde skalmurede huse, hvor vinduerne sidder helt oppe under etageadskillelsen (samme byggeri findes i Hamletsgade, lige numre). Her er to forkølede kastanjetræer, skraldespande og cykelstativer.
Nr. 10, en karré Valkyriegade/Slangerupsgade/Haraldsgade, i nydelige brune mursten med afdæmpede effekter. En plakette fortæller, at ”DISSE BYGNINGER OPFØRTES I AARENE 1913-15 AF MURERMESTER ERNST ROTHE.” 
I 1950’erne finder man beboere i gaden såsom en tømrermester, en snedkermester, en gørtlermester, en servitrice, en musiker og en syerske. (Nr. 10)